# Amerikansk blåssnäcka
Amerikansk blåssnäcka (Physella heterostropha) är en snäckart som först beskrevs av Thomas Say 1817.  Amerikansk blåssnäcka ingår i släktet Physella och familjen blåssnäckor. Arten är reproducerande i Sverige. Utöver nominatformen finns också underarten P. h. pomila.